# 第17独立重機械化旅団 (ウクライナ陸軍)
第17独立重機械化旅団（だい17どくりつじゅうきかいかりょだん、ウクライナ語: 17 окрема Криворізька важка механізована Криворізька бригада）は、ウクライナ陸軍の旅団。東部作戦管区隷下。

## 概要

### 第二次世界大戦
1940年8月、第二次世界大戦の影響に伴い、赤軍第174狙撃師団としてロシア・ソビエト連邦社会主義共和国で創設された。
1941年6月から独ソ戦に投入され、枢軸国に勝利し、赤旗勲章、2等スヴォーロフ勲章、名誉称号「親衛隊」、「クルィヴィーイ・リーフ」を授与され、第20親衛狙撃師団に改称された。
1946年戦後、ルーマニアに移駐し、機械化に伴い、第25親衛機械化師団に改編された。

### 冷戦期

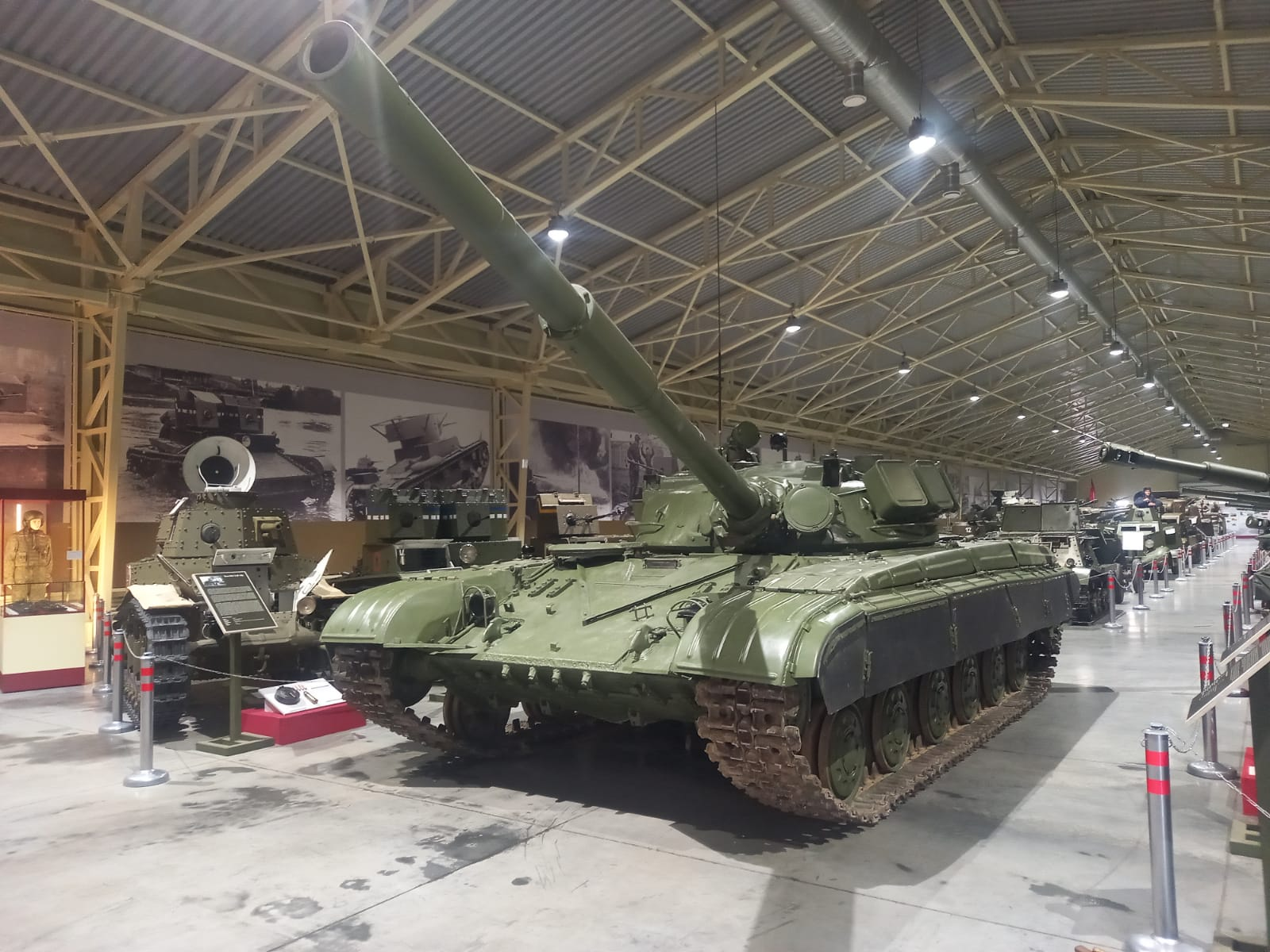
ロシア軍事歴史博物館に寄贈されたT-64

1957年6月、装甲部隊化に伴い、第37親衛戦車師団に改編された。
1958年7月、ウクライナ・ソビエト社会主義共和国ドニプロペトロウシク州に移駐した。
1965年1月、第17親衛戦車師団に改称された。

### ウクライナ陸軍
1991年12月、ソビエト連邦の崩壊とウクライナの独立で創設されたウクライナ陸軍に編入し、第6軍団隷下に配属された。
2003年9月、部隊縮小に伴い、第17独立親衛戦車旅団に改編された。

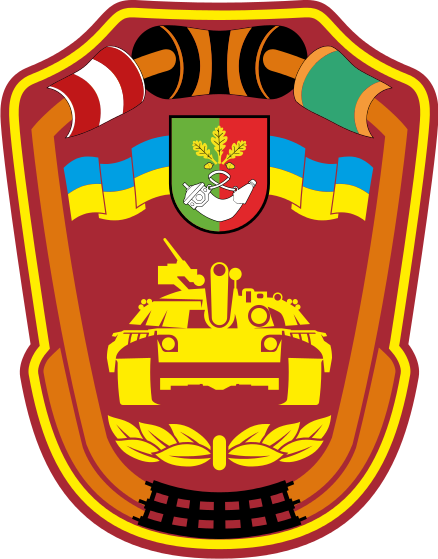
第17独立親衛戦車旅団章
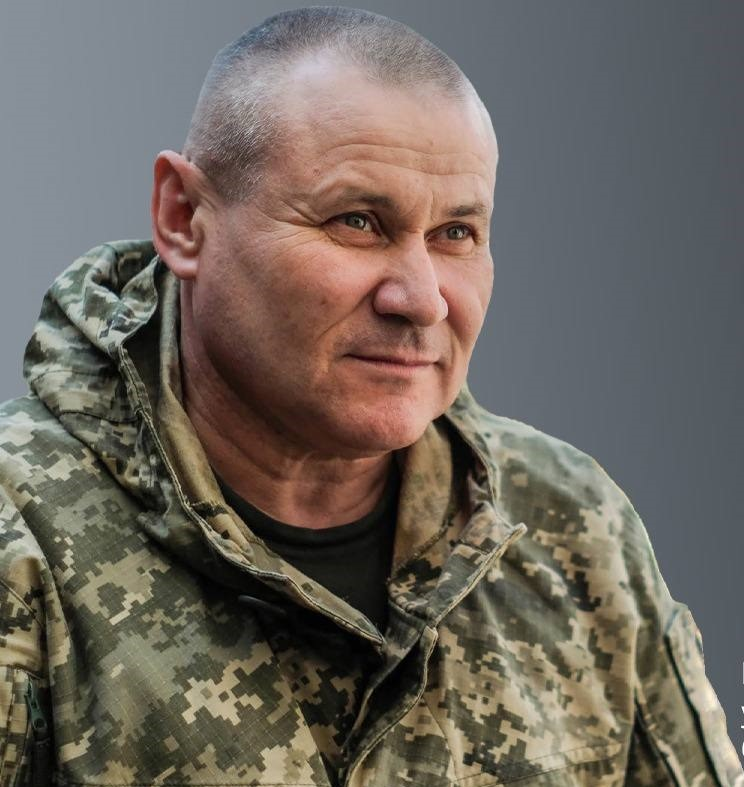
オレクサンドル・タルナフスキー旅団長

### ドンバス戦争

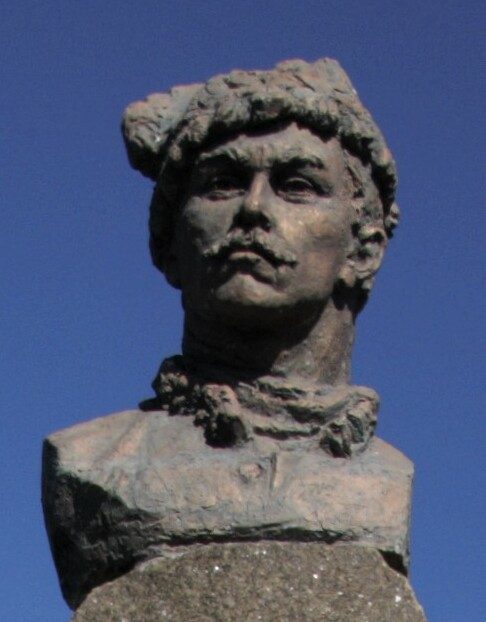
コスティアンティン・ペストゥシュコ

2014年8月からドンバス戦争に投入され、東部ルハーンシク州、ドネツィク州に配備された。ドンバス戦争では長年の軍縮で部隊が解隊予定だったため、最初の2か月間は中隊戦術群すら編成出来なかった。
2014年10月、1個機械化大隊が新編の第53独立機械化旅団隷下に転属した。
2014年11月、ウクライナ領土防衛大隊の第40クリフバス領土防衛大隊（第40独立自動車化歩兵大隊に改称）が配属された。
2014年12月、1個機械化大隊が新編の第54独立機械化旅団隷下に転属した。
2015年4月、第40独立自動車化歩兵大隊が機械化大隊に改編された。
2016年8月22日、ペトロ・ポロシェンコ大統領の大統領令で、名誉称号「親衛隊」が消去され、第17独立戦車旅団に改称された。
2019年8月22日、ウォロディミル・ゼレンスキー大統領より、名誉称号「コスティアンティン・ペストゥシュコ」を授与された。

## ギャラリー

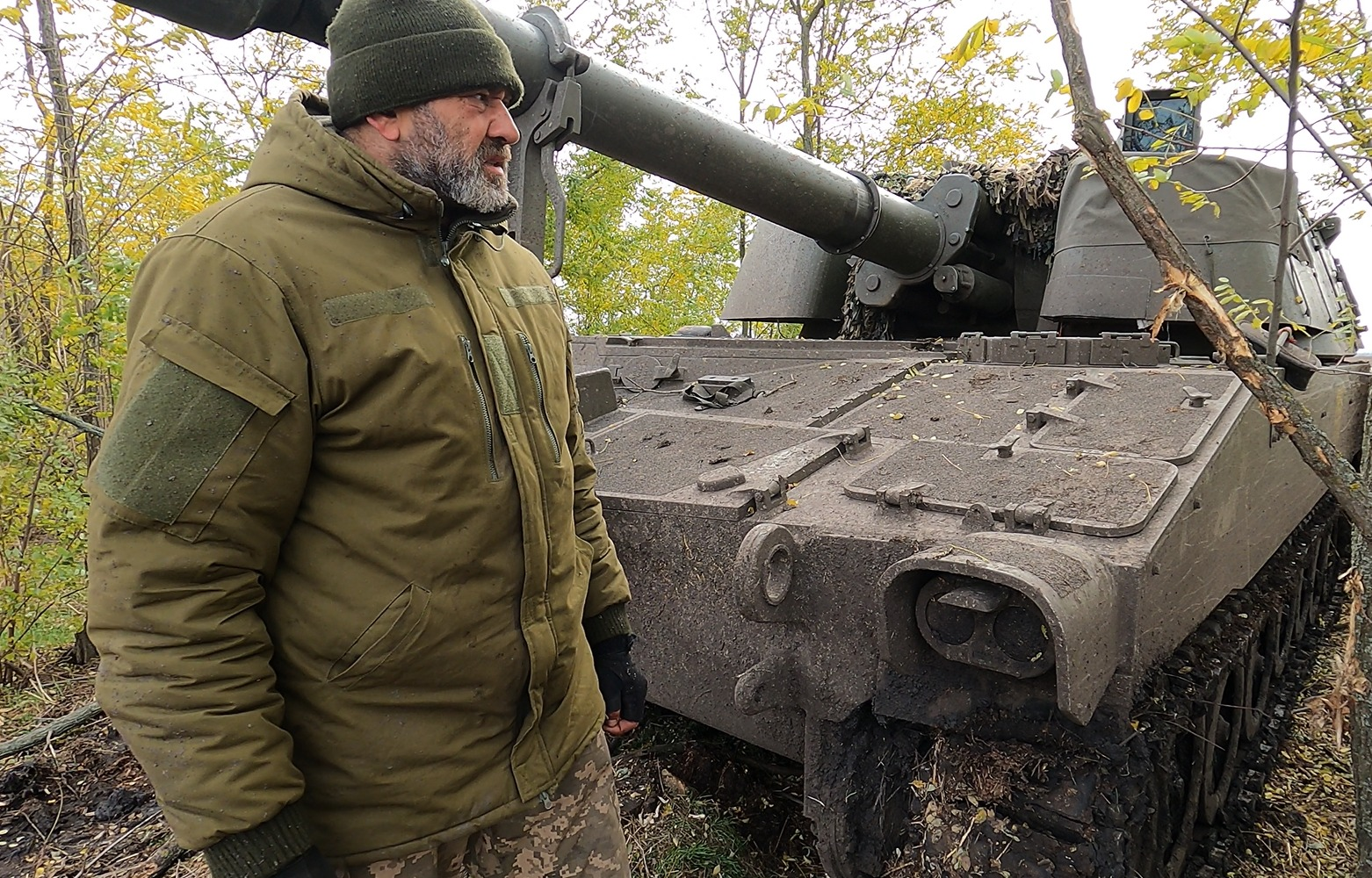
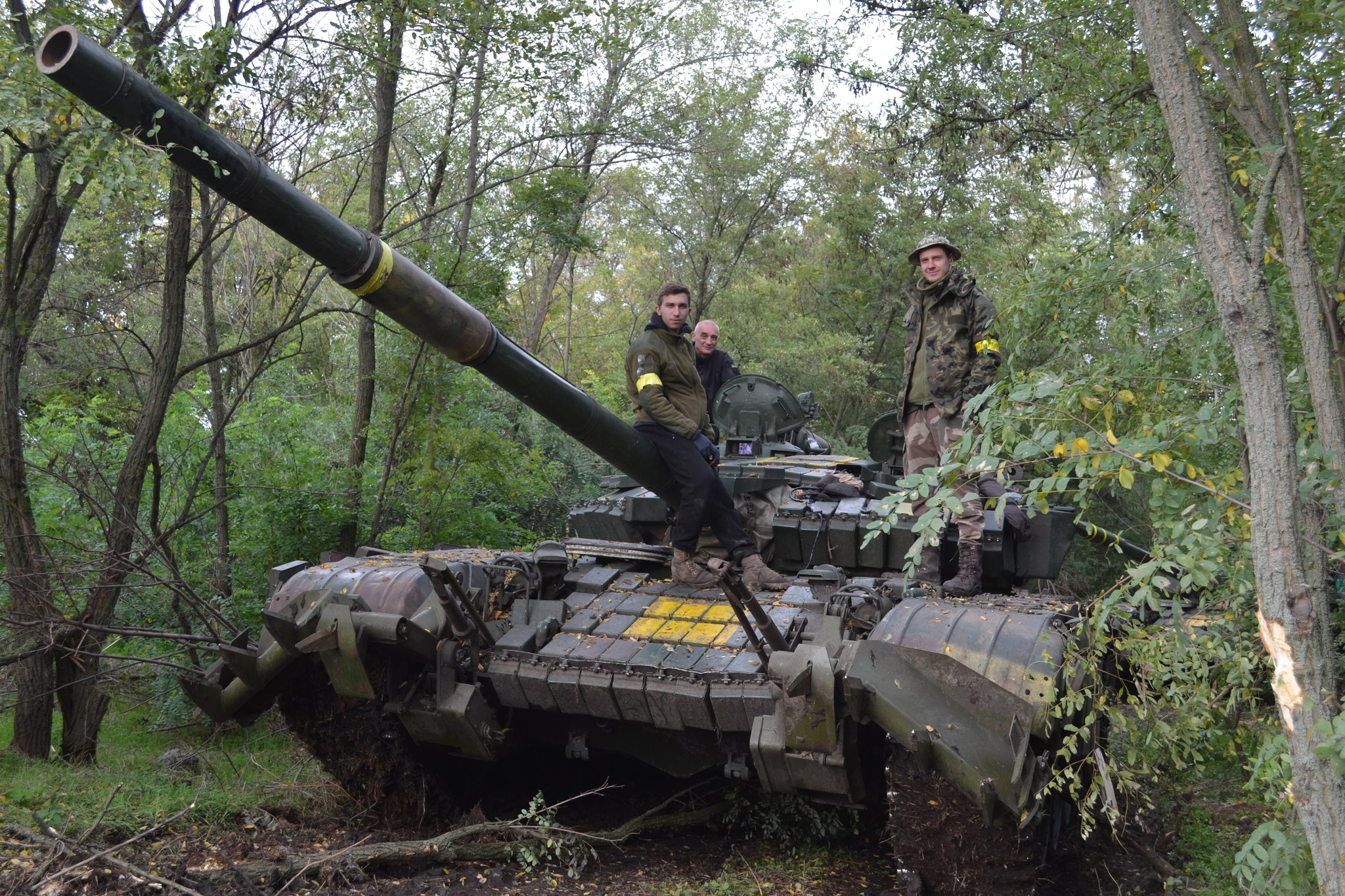
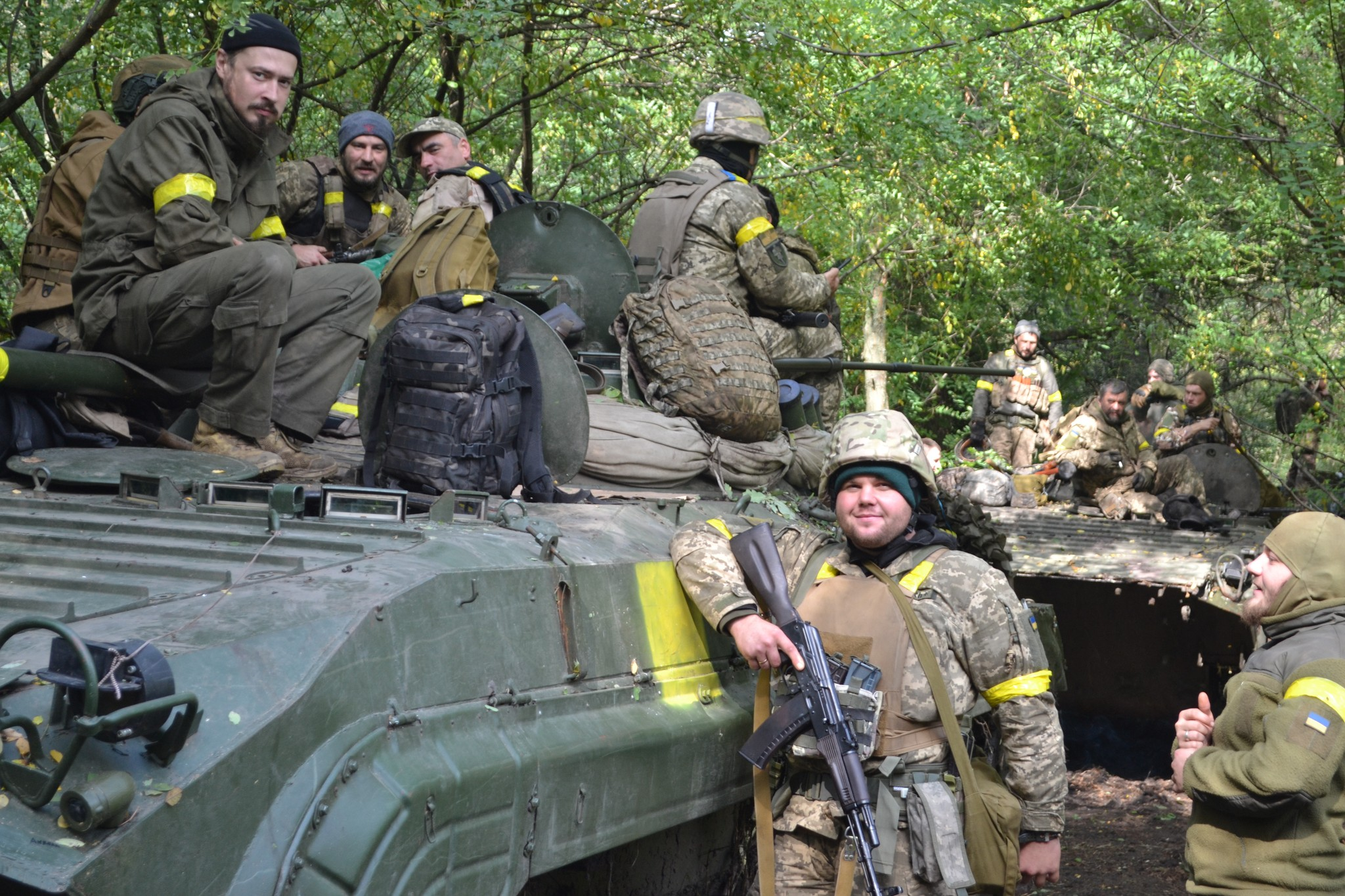
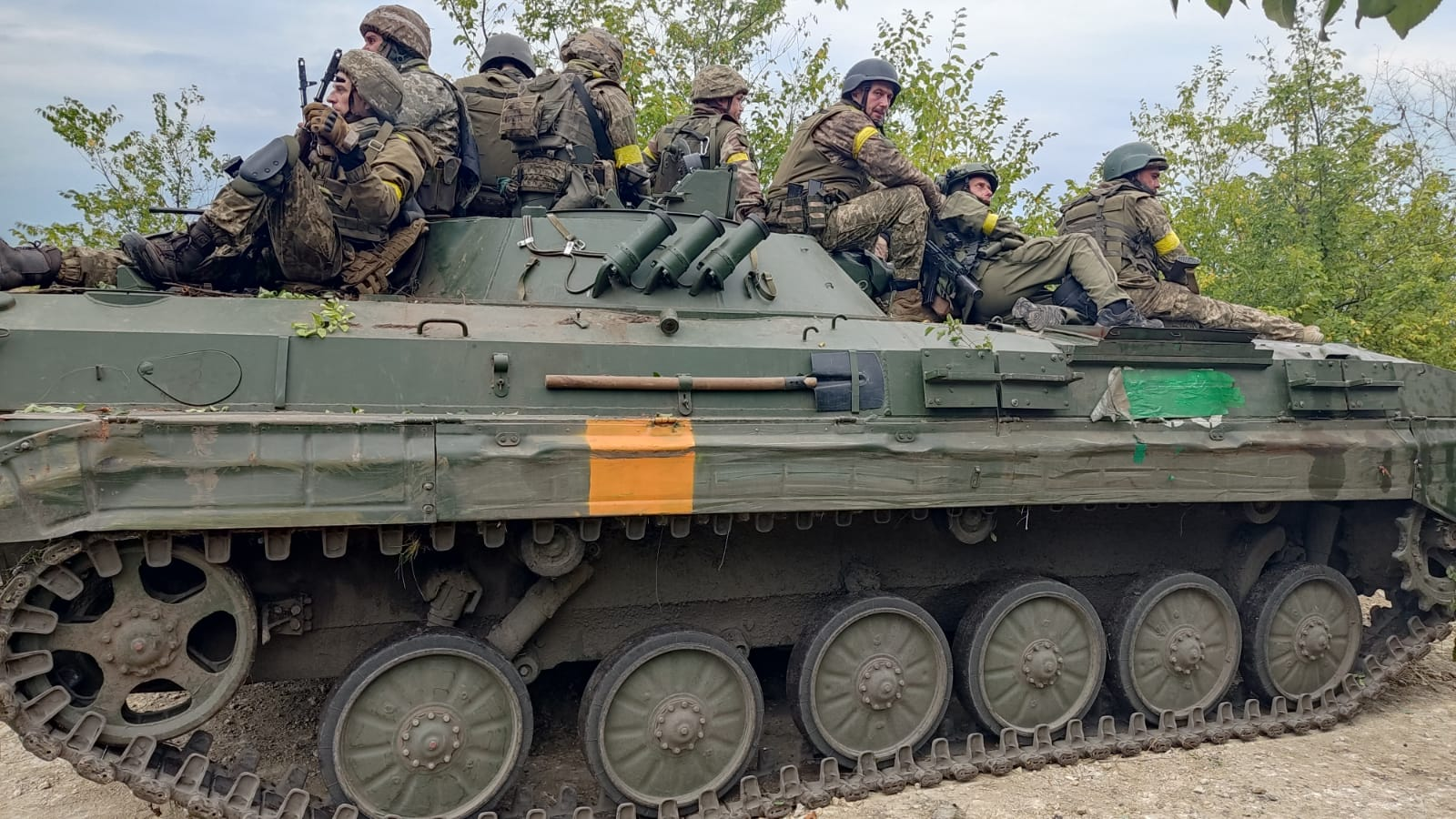

### ロシアのウクライナ侵攻

#### 東部・セベロドネツク戦線

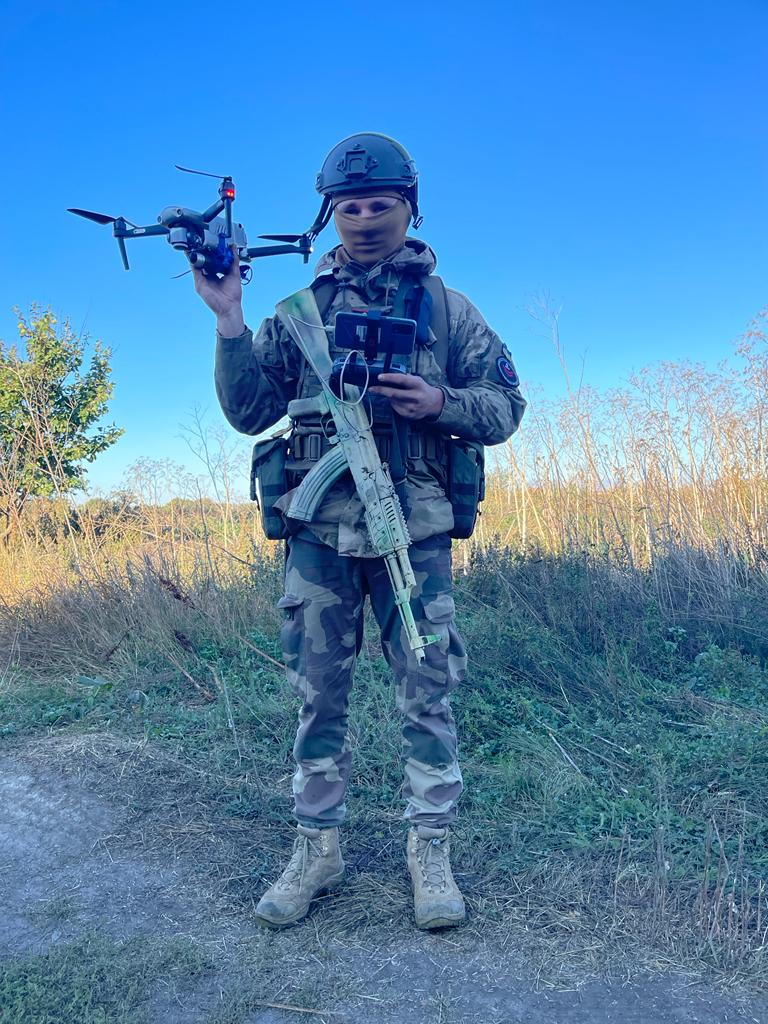
ドローンを運用する様子

2022年2月24日、ロシアのウクライナ侵攻で東部ルハーンシク州セヴェロドネツィク地区に配備されたが、5月にポパスナが陥落した。5月にはビロホリウカでドネツ川渡河作戦中の第74独立親衛自動車化狙撃旅団を待ち伏せして、戦車など80輌を破壊し、団員485人を戦死させ壊滅させた。

#### 東部・マリウポリ戦線
2022年2月24日、1個戦車大隊が東部ドネツィク州ヴォルノヴァーハ地区に配備されたが、3月にヴォルノヴァーハは陥落した。
2022年3月、1個戦車大隊が東部ドネツィク州マリウポリに再配置され、アゾフマシュ工場を陣地として戦車を喪失した戦車兵や防空兵が歩兵として戦い抵抗したが、4月中旬に徒歩で10日間かけてマリウポリから撤退した。

#### 北東部・ハルキウ戦線
2022年4月、1個戦車大隊が北東部ハルキウ州ハルキウ地区に再配置され、ハルキウ守備隊を火力支援し、5月にロシア軍はハルキウから撤退した。

#### 南部・ヘルソン戦線
2022年10月、1個戦車大隊が南部ヘルソン州ベリスラウ地区に再配置され、第128独立山岳強襲旅団を火力支援し、11月にロシア軍はドニエプル川西岸から撤退した。

#### 東部・バフムート戦線
2023年1月、激戦地の東部ドネツィク州バフムート地区に再配置され、友軍を火力支援した。

#### ロシア・クルスク戦線
2024年10月、ロシア・クルスク州に再配置され、友軍の救援でダリノ方面に展開した。
2024年11月、侵攻後は戦車大隊が恒常的に各地に分遣される状態が継続し、全隊での作戦が困難となったため、第17独立重機械化旅団に改編された。ウクライナ軍初の重機械化旅団となった。

## 編制
- 旅団司令部（クルィヴィーイ・リーフ）
- 第1戦車大隊
- 第2戦車大隊
- 第1機械化大隊
- 第2機械化大隊
- 第1小銃大隊
- 第2小銃大隊
- 旅団砲兵群
  - 本部中隊
  - 第1自走砲大隊
  - 第2自走砲大隊
  - ロケット砲大隊
- 防空大隊

- 工兵大隊
- 整備大隊
- 兵站大隊
- 偵察中隊
- 電子戦中隊
- 通信中隊
- レーダー中隊
- CBRN防護中隊
- 衛生中隊

## 第17独立戦車旅団編制
- 旅団司令部（クルィヴィーイ・リーフ）
- 第1戦車大隊
- 第2戦車大隊
- 第3戦車大隊
- 第4戦車大隊
- 機械化大隊
- 第1小銃大隊
- 第2小銃大隊
- 旅団砲兵群
  - 本部中隊
  - 第1自走砲大隊
  - 第2自走砲大隊
  - ロケット砲大隊
- 防空大隊

- 工兵大隊
- 整備大隊
- 兵站大隊
- 偵察中隊
- 電子戦中隊
- 通信中隊
- レーダー中隊
- NBC防護中隊
- 衛生中隊

## 2017年編制
- 旅団司令部（クルィヴィーイ・リーフ）
- 第1戦車大隊
- 第2戦車大隊
- 第3戦車大隊
- 機械化大隊
- 第40独立自動車化歩兵大隊（クルィヴィーイ・リーフ）
- 旅団砲兵群
  - 本部中隊
  - 第1自走砲大隊
  - 第2自走砲大隊
  - ロケット砲大隊
- 防空大隊

- 工兵大隊
- 整備大隊
- 兵站大隊
- 偵察中隊
- 狙撃中隊
- 電子戦中隊
- 通信中隊
- レーダー中隊
- NBC防護中隊
- 衛生中隊

## 出身者
- オレクサンドル・タルナフスキー